# Rue de la Verrerie
Rue de la Verrerie je ulice v Paříži v historické čtvrti Marais. Nachází se ve 4. obvodu.

## Poloha
Ulice vede od křižovatky s Rue du Bourg-Tibourg (kde navazuje na Rue du Roi-de-Sicile) a končí na křižovatce s Rue Saint-Martin, odkud dále pokračuje Rue des Lombards.

## Historie
Původ názvu ulice (Sklářská) není zcela zřejmý. Pod tímto názvem je známa již od 12. století, nicméně část ulice se v roce 1380 též nazývala Rue Saint-Merri z důvodu blízkosti kostela Saint-Merri. Ulice je v seznamu pařížských ulic Le Dit des rues de Paris jmenována pod názvem Rue de la Verrerie. Název se v čase různě upravoval jako Rue de la Voirerie, Rue de la Varerie, Rue de la Voirie apod.
Vyhlášky z 20. listopadu 1671 a 20. února 1672 nařizovaly rozšíření ulice. Ministerská vyhláška z 9. října 1797 stanovovala šířku ulice na 10 metrů. Tato šířka byla zvětšena na 12 metrů na základě královského výnosu z 16. května 1834.
V 19. století byla ulice dlouhá 452 metrů a nacházela se v bývalém 7. obvodu.

## Zajímavé objekty
- dům č. 18: galerie Alaïa a nadace Azzedine Alaïa
- dům č. 56: na místě stál palác, kde bydlel Étienne Chevalier (1410–1474), rádce Karla VII. a vykonavatel poslední vůle Agnès Sorelové.
- dům č. 61: narodila se zde Raymonde de Laroche
- dům č. 67: narodil se zde francouzský dramatik Eugène Labiche (1815–1888)
- dům č. 76: kostel svatého Mederika
- dům č. 83: palác se v 17. století nazýval À la ville de Reims. V roce 1781 se zde usídlili hrabě de La Motte s manželkou Jeanne de la Motte. Bydleli zde až do Náhrdelníkové aféry.
- dům č. 109: v letech 1793–1798 zde bydlely malířky a sestry Anne a Louise Catherine Guéretovy.

## Galerie

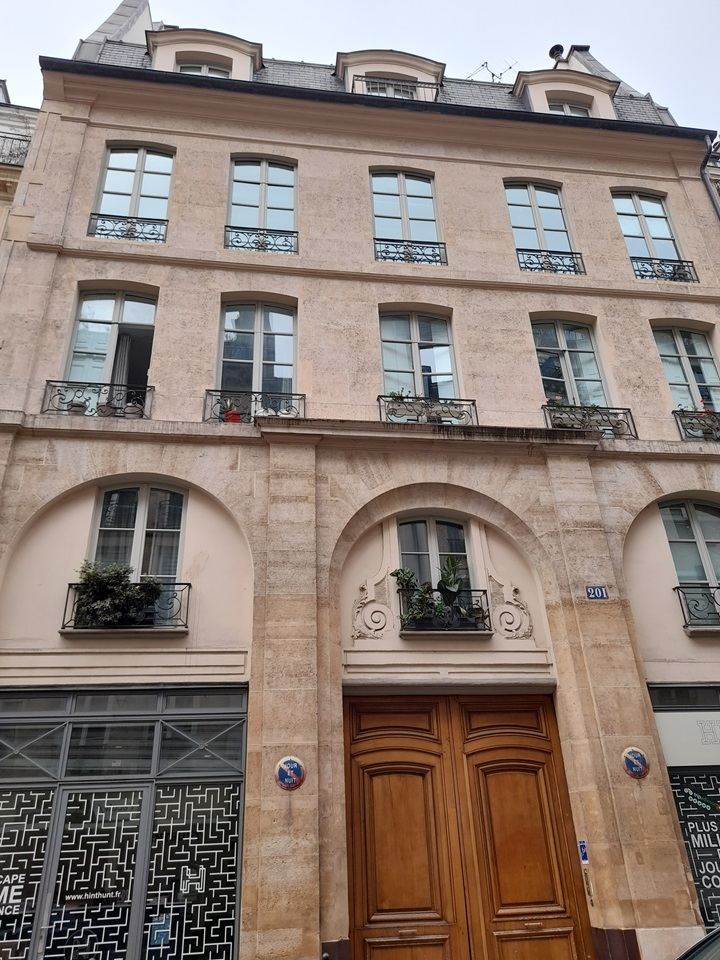
Dům v ulici rue de la Verrerie
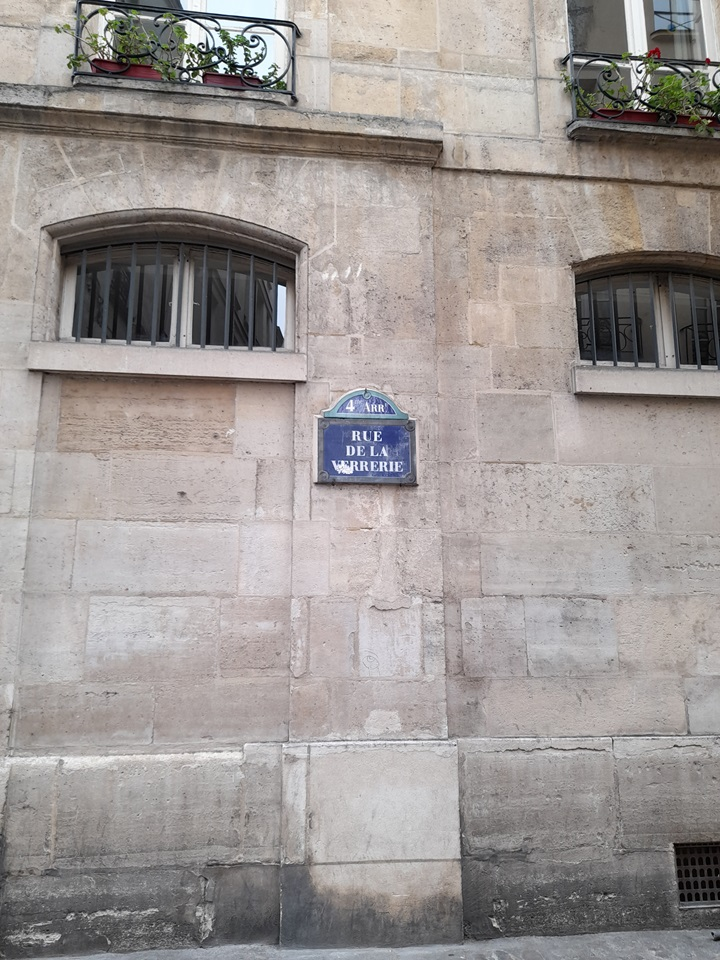
Rue de la Verrerie
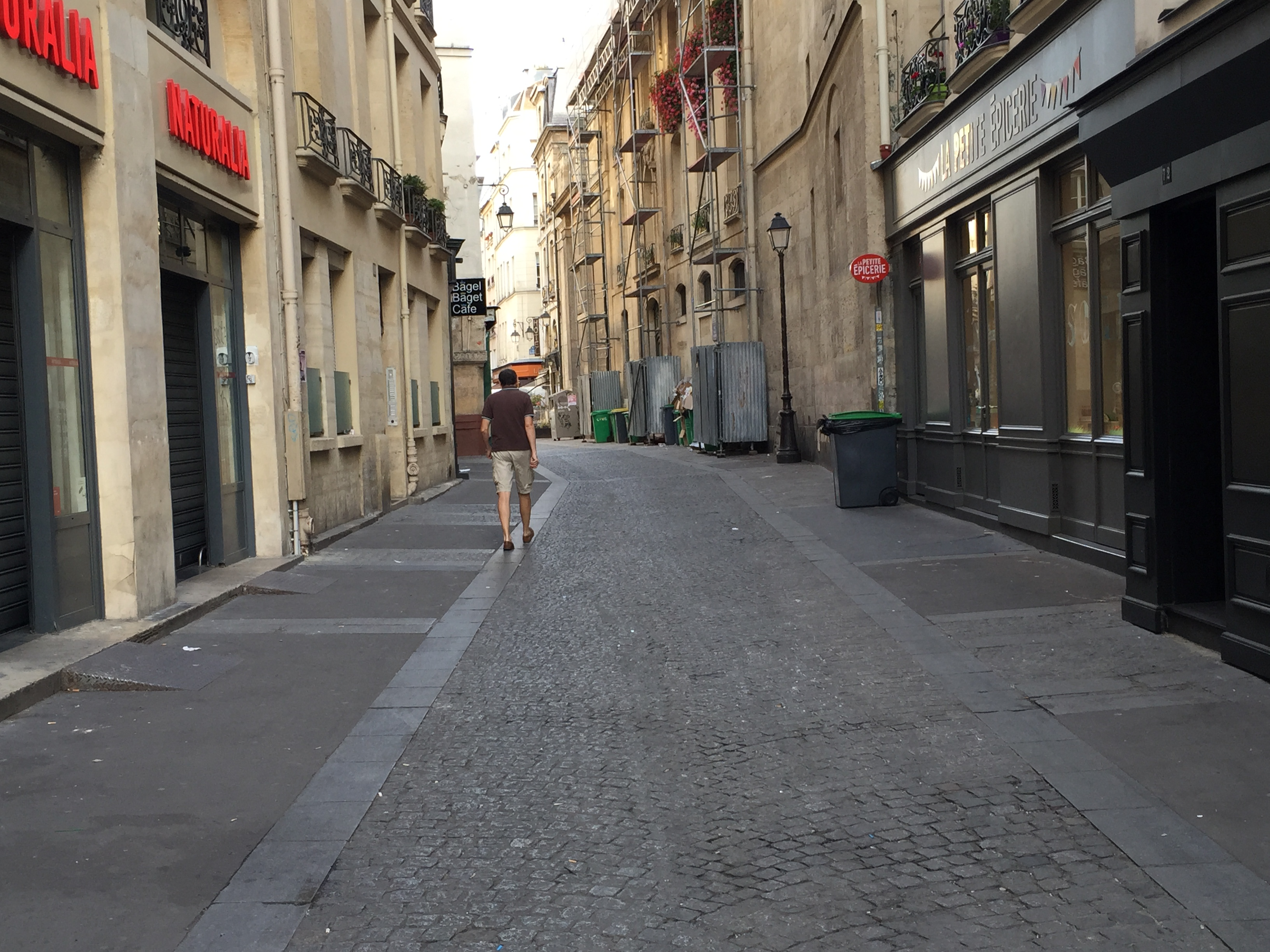
Rue de la Verrerie, Paříž